# Deni Milošević
Deni Milošević, né le 9 mars 1995 à Liège en Belgique, est un footballeur international bosnien. Il évolue au poste de milieu offensif à Sakaryaspor, en prêt d'Antalyaspor.
Il est le fils de Cvijan Milošević, ancien footballeur international yougoslave.

## Biographie

### En club
Formé au Standard de Liège, il joue son premier match en équipe première le 12 décembre 2013, contre l'IF Elfsborg en Ligue Europa.
En septembre 2015, il est prêté à Waasland-Beveren. Le 20 septembre, il marque son premier but professionnel contre le Club Bruges.
Le 9 juin 2016, il signe en faveur de Konyaspor, pour un contrat de trois ans. Le 20 août, il fait ses débuts contre Çaykur Rizespor. Il entre dans l'histoire du club en marquant un but contre le Sporting Clube de Braga en Ligue Europa, qui s'avère être le tout premier but de l'histoire de Konyaspor dans les compétitions européennes.
Le 31 août 2018, il joue son centième match avec le club.
En janvier 2019, il prolonge son contrat jusqu'en juin 2022.

### En sélection
Avec l'équipe de Belgique des moins de 17 ans, il participe au championnat d'Europe des moins de 17 ans en 2012. Lors de cette compétition organisée en Slovénie, il joue trois matchs. Avec un bilan d'une victoire, un nul et une défaite, la Belgique ne dépasse pas le premier tour du tournoi.
Le 31 août 2017, il figure pour la première fois sur le banc des remplaçants de l'équipe de Bosnie-Herzégovine, mais sans entre en jeu, lors d'une rencontre face à Chypre. Ce match perdu 3-2 rentre dans le cadre des éliminatoires du mondial 2018. Il doit attendre le 23 mars 2018, pour faire ses débuts avec la Bosnie, lors d'une rencontre amicale contre la Bulgarie (victoire 0-1).
Le 23 mars 2019, il marque son premier but en sélection, contre l'Arménie, lors des éliminatoires de l'Euro 2020 (victoire 2-1).

## Palmarès
- Vainqueur de la Coupe de Turquie en 2017 avec Konyaspor
- Vainqueur de la Supercoupe de Turquie en 2017 avec Konyaspor